# Arbitres de la Gold Cup
 (août 2021).
Si vous disposez d'ouvrages ou d'articles de référence ou si vous connaissez des sites web de qualité traitant du thème abordé ici, merci de compléter l'article en donnant les références utiles à sa vérifiabilité et en les liant à la section « Notes et références ».
La liste des arbitres de la Gold Cup recense les officiels ayant dirigé au moins un match à la Gold Cup de 1991 à maintenant.

## Gold Cup 1991
| - Arturo Angeles - Arturo Brizio Carter - Errol Forbes - José Luis Fuentes | - José Antonio Garza - Ronald Gutierrez - Majid Jay | - José Carlos Ortiz - Mike Seifert - Arlington Success |

## Gold Cup 1993
| - José Alvarado Aquino - Rodrigo Badilla - Arturo Brizio Carter - Raul Dominguez - Juan Pablo Escobar | - Mark Forde - Jeffrey Hayes - Majid Jay - Antonio Marrufo Mendoza - Benry Ulloa Morera | - Roberto Parisius - Ramesh Ramdhan - Argelio Sabillón - Robert Sawtell |

## Gold Cup 1996
| - Benito Archundia - Esfandiar Baharmast - Ronald Gutierrez | - René Parra - Peter Prendergast | - Ramesh Ramdhan - Argelio Sabillón |

## Gold Cup 1998
| - Mohd Nazri Abdullah - Rodrigo Badilla - Esfandiar Baharmast | - Ali Bujsaim - Arturo Brizio Carter - Mourad Daami | - Wilson de Souza Mendonça - Peter Prendergast - Ramesh Ramdhan |

## Gold Cup 2000
| - Carlos Batres - Brian Hall - Rafael Rodriguez Medina - Gustavo Méndez | - Olger Mejías Ovares - Peter Prendergast - Ramesh Ramdhan - Felipe Ramos | - Argelio Sabillón - Mario Sánchez Yantén - Kim Young-Joo |

## Gold Cup 2002
| - Carlos Batres - Noel Bynoe - Samuel Richard Contreras - Brian Hall | - Gilberto Alcalá Pineda - José Pineda - Peter Prendergast | - Roberto Moreno Salazar - Rodolfo Síbrian - Rogger Zambrano |

## Gold Cup 2003
| - Benito Archundia - Carlos Batres - Mauricio Navarro - Alfaro Nery | - José Pineda - Richard Piper - Greivin Porras - Peter Prendergast | - Felipe Ramos - Roberto Moreno Salazar - Rodolfo Sibrian - Kevin Stott |

## Gold Cup 2005
| - Benito Archundia - Carlos Batres - Neal Brizan - Brian Hall - Roberto Moreno Salazar | - Mauricio Navarro - José Pineda - Peter Prendergast - Walter Quesada - Marco Rodriguez | - Oscar Ruiz - Rodolfo Sibrian - Kevin Stott - Enrico Wijngaarde |

## Gold Cup 2007
| - Joel Aguilar - Benito Archundia - German Arredondo - Carlos Batres - Neal Brizan | - Courtney Campbell - Lee Davis - Roberto Moreno Salazar - Mauricio Navarro - José Pineda | - Walter Quesada - Marco Rodriguez - Javier Jauregui Santillian - Terry Vaughn - Enrico Wijngaarde |

## Gold Cup 2009
| - Joel Aguilar - Benito Archundia - Neal Brizan - Courtney Campbell - Geoffrey Hospedales | - Walter Lopez - Jair Marrufo - Oscar Moncada - Roberto Garcia Orozco - José Pineda | - Walter Quesada - Marco Antonio Rodríguez - Roberto Moreno Salazar - Terry Vaughn - Paul Ward |

## Gold Cup 2011
| - Joel Aguilar - Neal Brizan - Courtney Campbell - Francisco Chacón - David Gantar | - Walter Lopez - Jair Marrufo - Marlon Mejía - Walter Quesada - Marco Rodríguez | - Roberto Moreno Salazar - Baldomero Toledo - Jeffrey Solis - Enrico Wijngaarde |

## Gold Cup 2013
| - Dave Gantar - Jeffrey Solis Calderón - Hugo Cruz Alvarado - Walter Quesada - Marcos Brea | - Joel Aguilar - Elmer Arturo Bonilla - Armando Castro - Héctor Rodriguez - Courtney Campbell | - Marco Rodríguez - Javier Santos - Enrico Wijngaarde - Mark Geiger - Jair Marrufo |

## Gold Cup 2015
| - David Gantar - Henry Bejarano - Ricardo Montero - Wálter Quesada - Yadel Martínez - Joel Aguilar | - Elmer Bonilla - Marlon Mejía - Walter López - Armando Castro - Óscar Moncada - Héctor Rodríguez | - Roberto García - Fernando Guerrero - César Ramos - Jhon Pitti - Mark Geiger - Jair Marrufo |